# General
General (od lat. generalis - opći) je osoba koja se nalazi u vrhu vojne ili, nešto rjeđe, policijske hijerarhije. Čin generala karakterističan je za kopnenu vojsku i ratno zrakoplovstvo, i poznaju ga gotovo sve vojske svijeta. U ratnoj mornarici odgovara mu čin admirala. Pojam general u nekim vojskama označava određeni vojni čin, ali najčešće se koristi kao skupni naziv za najviši zapovjedni kadar oružanih snaga (generalitet).
Čin generala pojavio se u vojnoj povijesti kao naziv za visokog časnika koji je zapovijedao cjelokupnom vojskom (in general), a proširio se u vrijeme nastanka i organizacije prvih profesionalnih vojski u 17. stoljeću. General zapovjeda velikim složenim vojnim postrojbama (brigadama, zborovima, armijama), pojedinim granama vojske (npr. kopnenom vojskom, ratnim zrakoplovstvom), ili se nalazi na drugim vrhovnim zapovjednim mjestima oružanih snaga (prije svega na čelu glavnog stožera, ili vojnim ustanovama).
U različitim vojskama postoje različiti stupnjevi generalskih činova (3 do 5, ovisno o vojsci). Prema NATO-voj klasifikaciji (STANAG 2116), generalski činovi nose oznake od OF-6 do OF-10.

## Usporedni generalski činovi
Prikaz generalskih činova u nekim vojskama, uključujući i neke povijesne:
| Zemlja                            | OF-10                                                          | OF-9                                              | OF-8                                  | OF-7                          | OF-6                                |
| --------------------------------- | -------------------------------------------------------------- | ------------------------------------------------- | ------------------------------------- | ----------------------------- | ----------------------------------- |
| Albanija                          |                                                                | Gjeneral                                          | Gjenerallejtnant                      | Gjeneralmajor                 | Gjeneralbrigad                      |
| Argentina                         |                                                                | Teniente General                                  | General de División                   | General de Brigada            | Coronel Mayor                       |
| Austrija                          |                                                                | General                                           | Generalleutnant                       | Generalmajor                  | Brigadier                           |
| Bjelorusija                       |                                                                |                                                   | General-polkovnik                     | General-leytenant             | General-mayor                       |
| Belgija                           |                                                                | Général Generaal                                  | Lieutenant-général Luitenant-generaal | Général-major Generaal-majoor | Général de Brigade Brigadegeneraal  |
| Brazil                            | Marechal                                                       | General-de-Exército                               | General-de-Divisao                    | General-de-Brigada            |                                     |
| Bugarska                          |                                                                | генерал                                           | генерал-лейтенант                     | генерал-майор                 | бригаден генерал                    |
| Češka                             |                                                                | armádní generál                                   | generálporučík                        | generálmajor                  | brigádní generál                    |
| Danska                            |                                                                | General                                           | Generalløjtnant                       | Generalmajor                  | Brigadegeneral                      |
| Estonija                          |                                                                | Kindral                                           | Kindralleitnant                       | Kindralmajor                  | Brigaadikindral                     |
| Kanada                            |                                                                | General général                                   | Lieutenant-General Lieutenant-général | Major-General major-général   | Brigadier-General brigadier-général |
| NR Kina                           |                                                                | Shang Jiang 上将                                  | Zhong Jiang 中将                      | Shao Jiang 少将               | Da Xiao 大校                        |
| Kina 1950ih                       | Yuan Shuai 元帅                                                | Da Jiang 大将                                     | Shang Jiang 上将                      | Zhong Jiang 中将              | Shao Jiang 少将                     |
| Finska3                           | Sotamarsalkka Fältmarskalk                                     | Kenraali General                                  | Kenraaliluutnantti Generallöjtnant    | Kenraalimajuri Generalmajor   | Prikaatikenraali Brigadgeneral      |
| Francuska                         | Maréchal de France                                             | Général d'Armée                                   | Général de Corps d´Armée              | Général de Division           | General de Brigade                  |
| Grčka                             |                                                                | Στρατηγός (Stratigos)                             | Αντιστράτηγος (Antistratigos)         | Υποστράτηγος (Ypostratigos)   | Ταξίαρχος (Taxiarchos)              |
| Mađarska                          |                                                                | Vezérezredes                                      | Altábornagy                           | Vezérőrnagy                   | Dandártábornok                      |
| Njemačka                          | Generalfeldmarschall                                           | General                                           | Generalleutnant                       | Generalmajor                  | Brigadegeneral                      |
| Njemačko Carstvo                  | Generalfeldmarschall                                           | Generaloberst                                     | General der Infanterie                | Generalleutnant               | Generalmajor                        |
| Nacistička Njemačka (Wehrmacht)   | Reichsmarschall des Großdeutschen Reiches Generalfeldmarschall | Generaloberst                                     | General der Infanterie                | Generalleutnant               | Generalmajor                        |
| Nacistička Njemačka (SS postojbe) | Reichsführer-SS                                                | Oberstgruppenführer                               | Obergruppenführer                     | Gruppenführer                 | Brigadeführer                       |
| Izrael                            |                                                                |                                                   | Rav-aluf                              | Aluf                          | Tat-aluf                            |
| Italija                           |                                                                | Generale                                          | Generale di Corpo d'Armata            | Generale di Divisione         | Generale di Brigata                 |
| Italija (1923. – 1946.)           | Maresciallo d'Italia                                           | Generale (design.) d'Armata                       | Generale di Corpo d'Armata            | Generale di Divisione         | Generale di Brigata                 |
| Japansko Carstvo                  | Gensui 元帥                                                    | Taishō 大将                                       | Chūjō 中将                            | Shōshō 少将                   |                                     |
| Japan                             |                                                                | Rikujō Bakuryōchō taru Rikushō 陸上幕僚長たる陸将 | Rikushō 陸将                          | Rikushōho 陸将補              |                                     |
| Jordan4                           | Musheer (Field Marshal)                                        | Fariq Awwal (General)                             | Fariq (Lieutenant General)            | Liwa'a (Major General)        | A'mid (Brigadier General)           |
| Latvija                           |                                                                |                                                   | Ģenerālleitnants                      | Ģenerālmajors                 | Brigādes ģenerālis                  |
| Litva                             |                                                                |                                                   | Generolas leitenantas                 | Generolas majoras             | Brigados generolas                  |
| Malezija                          | Marshal Darat                                                  | Jeneral                                           | Leftenan Jeneral                      | Mejar Jeneral                 | Brigedier Jeneral                   |
| Nizozemska                        | Veldmaarschalk                                                 | Generaal                                          | Luitenant-generaal                    | Generaal-majoor               | Brigade-generaal                    |
| Novi Zeland                       |                                                                |                                                   | Lieutenant General                    | Major General                 | Brigadier                           |
| Južna Koreja                      | Daewŏnsu Konghwagukwŏnsu Inmingunwŏnsu                         | Chasu Daejang                                     | Sangjang                              | Jungjang                      | Sojang                              |
| Norveška                          |                                                                | General                                           | Generalløytnant                       | Generalmajor                  | Brigader                            |
| Pakistan                          | Field Marshal                                                  | General                                           | Lieutenant-General                    | Major-General                 | Brigadier                           |
| Poljska                           | Marszałek Polski                                               | Generał                                           | Generał broni                         | Generał dywizji               | Generał brygady                     |
| Portugal                          | Marechal                                                       | General                                           | Tenente-general                       | Major-general                 | Brigadeiro-general                  |
| Rumunjska                         | Mareşal                                                        | General                                           | General-locotenent                    | General-maior                 | General de brigadă                  |
| Rusija                            | Marshal Rossiykoy Federatsii                                   | General armii/Marshal                             | General-polkovnik                     | General-leytenant             | General-mayor                       |
| Rusko Carstvo                     | General-feldmarshal                                            | General ot infanterii (kavalerii, artilerii)      | General-leytenant                     | General-mayor                 | Brigadir (od 1798)                  |
| Slovačka                          |                                                                | Generál                                           | Generálporučík                        | Generálmajor                  | Brigádny Generál                    |
| Slovenija                         |                                                                | General                                           | Generalpodpolkovnik                   | Generalmajor                  | Brigadir                            |
| Srbija                            |                                                                | General                                           | General-potpukovnik                   | General-major                 | Brigadni general                    |
| Singapur                          |                                                                |                                                   | Lieutenant General                    | Major General                 | Brigadier General                   |
| JAR                               |                                                                | General                                           | Lieutenant General                    | Major General                 | Brigadier General                   |
| Južna Koreja                      | Wonsu                                                          | Daejang                                           | Jungjang                              | Sojang                        | Junjang                             |
| SSSR                              | Marshal Sovietskogo Soyuza General Armii/Marshal               | General-polkovnik                                 | General-leytenant                     | General-mayor                 |                                     |
| Španjolska                        | Capitan General                                                | General de Ejercito                               | Teniente General                      | General de división           | General de Brigada                  |
| Švedska                           | Fältmarskalk                                                   | General                                           | Generallöjtnant                       | Generalmajor                  | Brigadgeneral5                      |
| Republika Kina                    | Tejishangjiang                                                 | Yiji-Shangjiang                                   | Erji-Shangjiang                       | Zhongjiang                    | Shaojiang                           |
| Tajland                           | Chom Phon                                                      | Phon Ek                                           | Phon Tho                              | Phon Tri                      | Phan Ek Phiset                      |
| Turska                            | Mareşal                                                        | Genel Kurmay Başkanı Orgeneral                    | Korgeneral                            | Tümgeneral                    | Tuğgeneral                          |
| Ujedinjeno Kraljevstvo            | Field Marshal                                                  | General                                           | Lieutenant-General                    | Major-General                 | Brigadier                           |
| SAD                               | General of the Army                                            | General                                           | Lieutenant General                    | Major General                 | Brigadier General                   |
| Vijetnam                          |                                                                | Dai Tuong                                         | Thuong Tuong                          | Trung Tuong                   | Thieu Tuong                         |

## Hrvatska
U Oružanim snagama Republike Hrvatske postoje pet generalskih činova:
| OF-10            | OF-9          | OF-8             | OF-7           | OF-6             |
| ---------------- | ------------- | ---------------- | -------------- | ---------------- |
|                  |               |                  |                |                  |
| stožerni general | general zbora | general pukovnik | general bojnik | brigadni general |

Prema važećem Zakonu o službi u oružanim snagama, brigadir (najviši viši časnički čin u OSRH) može biti promaknut u čin brigadnoga generala (najniži generalski čin u OSRH), ako ispunjava uvjete:
- ima visoku stručnu spremu i odgovarajuću vojnu školu,
- u činu brigadira provede 4 godine i u tom razdoblju bude ocijenjen najmanje konačnom ocjenom »ističe se«.

Brigadni general može biti promaknut u čin general bojnika ispunjava uvjete:
- ima visoku stručnu spremu,
- ima odgovarajuću vojnu školu,
- u činu brigadnoga generala provede najmanje 3 godine.

Isto vrijedi i za promaknuće u čin general pukovnika, generala zbora i stožernog generala.
Do 1999. godine postojala su četiri generalska čina u Hrvatskoj vojsci:
| OF-10            | OF-9          | OF-8             | OF-7           | OF-6 |
| stožerni general | general zbora | general pukovnik | general bojnik |      |
| ---------------- | ------------- | ---------------- | -------------- | ---- |

## Poveznice
- Vojni čin
- Činovi Hrvatske vojske
- Admiral
- Popis hrvatskih generala